# Löbnitz (Elő-Pomeránia)
Löbnitz település Németországban, Mecklenburg-Elő-Pomeránia tartományban. Lakosainak száma 595 fő (2023. december 31.).

## A település részei
- Buchenhorst
- Kindshagen
- Löbnitz
- Redebas
- Saatel

## Népesség
A település népességének változása:
| Lakosok száma | 605  | 591  | 603  | 589  | 598  | 595  |
|               | 2014 | 2017 | 2019 | 2021 | 2022 | 2023 |